# Prozessdatenvalidierung
Die Prozessdatenvalidierung ist ein statistisches Verfahren, um Messfehler zu minimieren. Mittels der Prozessdatenvalidierung werden validierte Messwerte berechnet, die zwei Bedingungen erfüllen:
1. Die validierten Messwerte erfüllen die vorhandenen physikalischen Begebenheiten (Massen-, Energie- und Stoffbilanzen) exakt.
2. Der validierte Messwert soll so wenig wie möglich vom Originalmesswert abweichen (bezogen auf seine geschätzte Unsicherheit).

Dieses statistische Fehlerminimierungsverfahren ist in der VDI 2048 beschrieben.
Anwendungsgebiete:
Kraftwerke, Petrochemie, Chemieanlagen allgemein.